# Seppeler Gruppe
Die Seppeler Gruppe ist ein Unternehmensverbund international produzierender Dienstleistungsbetriebe. Die Betriebe der Gruppe sind auf Feuerverzinken spezialisiert, bieten die Ausführung von Beschichtungen und weiteren Zusatzarbeiten sowie Logistikleistungen an und stellen Behälter und Gitterroste her. Das Mutterunternehmen ist die Seppeler Rietberg GmbH mit Sitz in Rietberg (Nordrhein-Westfalen). Die Seppeler Rietberg GmbH hält die Mehrheit an diversen Tochtergesellschaften und Minderheitsbeteiligungen. Hervorgegangen ist die Seppeler Gruppe aus der Rietberg Werke AG.

## Geschichte
Die Rietberg-Werke gehen zurück auf eine 1919 durch den Kaufmann Clemens Lohaus in Rietberg gegründete Röhren- und Blechwarenfabrik, die 1921 als Norddeutsche Bergwerks- und Industriebedarfs-Aktiengesellschaft und 1925 als Rietberg-Werke Aktiengesellschaft umfirmiert wurde. 1936 erwarb die Seppeler Stiftung für Flug- und Fahrwesen die Aktienmehrheit der Rietberg-Werke AG. Die Stiftung war 1936 aus einem 1917 von Eduard Seppeler in Berlin gegründeten Konstruktionsbüro für Flug- und Fahrwesen hervorgegangen. Seppeler entwickelte und produzierte in Berlin während des Dritten Reiches für die Luftfahrt unter anderem Motorenprüfstände, Betankungsanlagen und Messgeräte für den Treibstoffverbrauch und Stromgeneratoren. 1945 wurden die Berliner Produktionsanlagen von der sowjetischen Besatzungsmacht demontiert. Die Rietberg-Werke firmierten nun als Rietberg-Werke, Inhaber Seppeler Stiftung.
Schon 1922 wurde in Rietberg eine erste Verzinkungsanlage in Betrieb genommen. Ab 1923 produzierten die Rietberg-Werke schmiedeeiserne Transportfässer, insbesondere für die Mineralölindustrie. 1929 erweiterte das Unternehmen sein Produktionsprogramm um verzinkte Behälter für die mechanisierte Landwirtschaft. In den 1950er-Jahren produzierte das Unternehmen für die Landwirtschaft Jauchefässer, Futterdämpfer und Jauchepumpen. Mit der Übernahme durch die Seppeler Stiftung wurden in Rietberg auch Seppeler-Prüfstände und -Tankanlagen für Kraftstoffmotoren hergestellt.
Seppeler Gruppe und Dr. Klaus Seppeler Stiftung
Als Seppeler Gruppe traten die damals zur Rietberg-Werke GmbH & Co. KG gehörenden Firmen erstmals 1991 auf. Die Nachfolge der im Jahr 2000 als Gesellschafterin ausgeschiedenen Seppeler Stiftung für Flug- und Fahrwesen übernahm 2003 die von Klaus Seppeler initiierte unternehmensverbundene Dr. Klaus Seppeler Stiftung. 2004 wurde das gesamte Unternehmen in eine Holding mit Beteiligungen umgewandelt. Als Muttergesellschaft hält die Seppeler-Rietberg GmbH seitdem Mehrheitsbeteiligungen an der Rietberg-Werke GmbH & Co. KG und den weiteren Tochterunternehmen. Die Dr. Klaus Seppeler Stiftung ist Kommanditistin der Seppeler Holding und Verwaltungs GmbH & Co. KG mit besonderen Rechten.

Entwicklung der Seppeler Gruppe
1936 Übernahme Aktienmehrheit der Rietbergwerke
1974 Rietbergwerke übernehmen Kommanditmehrheit der 1935 gegründeten Firma Helling & Neuhaus (Feuerverzinkung + Stahlgitterrostfertigung), Gütersloh
1987 Rietbergwerke erwerben 40-prozentige Beteiligung an der Feuerverzinkung Picker GmbH & Co. KG, Arnsberg
1990 Rietbergwerke erwerben Feuerverzinkung Paul Heinemann, Osnabrück
1992 Rietbergwerke erwerben Feuerverzinkung Genthin
1993 Rietbergwerke erwerben Tell Feuerverzinkung, Hannover (heute Feuerverzinkung Hannover)
1997 Eintritt in den polnischen Markt
1999 Rietbergwerke erwerben Feuerverzinkung Bremen (gegründet 1995)
2000 Die Rietbergwerke bauen in Polen eine neue Feuerverzinkungsanlage; Gründung der Ocynkownia Slask in Chrzanow
2002 Beteiligung an dem polnischen Gitterrosthersteller Kraty Mostostal Krakow
2003 Gründung der Dr. Klaus Seppeler Stiftung
2004 Gründung der Seppeler Holding
2006 Seppeler Holding erwirbt mit Manfred Rosendahl die Verzinkerei Lennestadt
2007 Bau Zweigniederlassung der Ocynkownia Slask in Kluczbork; Einweihung 2008
2011 Erwerb der Verzinkerei Holdorf
2013 Erwerb einer poln. Verzinkerei in Czestochowa
2017 Übernahme des Unternehmens Antikor in Swidnica, Polen
2020 Erwerb der Thöne Metallwaren GmbH & Co. KG (Feuerverzinkungsanlage + Gitterrostfertigung), Salzkotten
2020 Erwerb der Müritz-Zink GmbH
2020 Erweiterung der Beschichtungskompetenz mit Neubau eines zusätzlichen Werkes in Gütersloh
2021 Eintritt in den schweizerischen Markt durch Erwerb der SDL AG (Feuerverzinkung mit Sitz in Lotzwil) und der B+P AG (Beschichtung mit Sitz in Gettnau)
2022 Kauf der Feuerverzinkung Lewerken, Delbrück
2025 Kauf der Schweizer Verzinkerei Oberuzwel AG

## Geschäftsbereiche
Feuerverzinkung
Zehn Standorte zur Feuerverzinkung befinden sich in Deutschland und vier weitere in Polen. Durch die verschiedenen Dimensionen der Verzinkungskessel, die besonders lang, breit oder tief sind, kann die Seppeler Gruppe von der kleinen 6 mm Schraube bis zur Stahlkonstruktion von 23 m Länge alles feuerverzinken. Die Verzinkereien führen zudem Oberflächenbearbeitung (Sandstrahlen, Beschichten, Oberflächenveredelung) sowie Montagearbeiten aus, zusätzlich werden Logistikdienstleistungen (Tourendienst, Zwischenlagerung) angeboten.
Unternehmen der Seppeler Gruppe verzinken Stahlgerüste und -konstruktionen für Gebäude, Getreidesilos, Windkraftanlagen, Seilbahnen, Inneneinrichtungen, Stahlskulpturen und vieles mehr. Der zu behandelnde Stahl wird dabei in flüssiges, rund 450 Grad Celsius heißes Zink eingetaucht und so mit einer robusten Schutzschicht überzogen. Dadurch bildet sich eine Eisen-Zink-Legierung, die den Stahl wie ein Schutzmantel umgibt und untrennbar mit ihm verbunden ist. Diese Schutzschicht ist deutlich härter als der darunter befindliche Stahl und schützt diesen über viele Jahrzehnte vor Korrosion. Die Methode der Feuerverzinkung gilt dabei als besonders nachhaltig und ressourcenschonend, denn feuerverzinkter Stahl ist äußerst langlebig und kann wiederverwertet werden. Im Vergleich zu anderen Verfahren hat das Feuerverzinken daher eine gute Ökobilanz und wird als ein wichtiges Element einer nachhaltigen Wirtschaft betrachtet.
Beschichtung
Bereits verzinktes Material wie Stahl oder Aluminium kann bei Seppeler durch eine Nass- und Pulverbeschichtung ergänzend veredelt und geschützt werden. Die Werkstücke werden so langfristig gegen Witterungseinflüsse geschützt, erhalten eine hohe mechanische Belastbarkeit und sind zudem schlag-, kratz- und abriebfest und sogar feuerbeständig. Seppeler bietet seinen Kunden zudem einen Tourendienst, ein Supply Chain Management sowie eine Just-in-time-Belieferung.
Behältertechnik
Von der Eigenverbrauchstankstelle über Altöldepots für flüssige Gefahrstoffe bis hin zum mobilen Tankdatenmanagementsystem: Seit mehr als 100 Jahren entwickeln die Rietbergwerke von Seppeler Behältertechnologien für Eigenverbrauchs-Tankstellen, mobile Tankanlagen für Land- und Forstwirtschaft, Baustellen, Bergbau, Kraftstoffabsaug- und Betankungsgeräte, wie sie unter anderem in Kfz-Werkstätten benötigt werden, Kraftstoffcontainer für Aggregate und Heizgeräte, Lagerbehälter sowie Sammelbehälter für die Entsorgung von Altöl und flüssigen Gefahrstoffen. Servicetechniker der Seppeler Gruppe bieten zudem fachmännische Wartungen und Reparaturen für ganz unterschiedliche Rietberg-Produkte. Auch die Montage von Kraftstoffabfüllplätzen und regelmäßige Inspektionen von Großpackmitteln (IBC) gehören zum Service. Als Hersteller von IBC, anerkannte Inspektionsstelle I und Fachbetrieb nach WHG führen die Rietbergwerke diese Arbeiten seit vielen Jahren gemeinsam mit autorisierten Servicepartnern deutschlandweit aus.
Gitterroste
Gitterroste von Seppeler werden in Stahltreppen, Sportstadien, Sonnenschutzlösungen, Industriezäunen, als Bodengitter, Fassadenwände und sogar als Designelemente verbaut. Die Gitterrosten werden nach Maß in allen Größen, Stärken und Bauhöhen individuell und bedarfsbezogen gefertigt.